# جوديل فيرلاند
جوديل ميخا فيرلاند (بالإنجليزية: Jodelle Micah Ferland)‏ المعروفة بـ (جوديل فيرلاند) (ولدت في 9 أكتوبر 1994، نانيامو إي، كولومبيا البريطانية، كندا )، ممثلة كندية. وعُرفت بتأديتها لدور (شارون دا سيلفا) في سلسلة الأفلام الرعب «سايلنت هيل»، ومشاركتها في مسلسل قناة ABC التلفزيوني «مملكة المستشفى». أدت الدور الرئيسي لدور (بري تانر) في سلسلة الأفلام الرومانسية «ملحمة الشفق: خسوف» الذي أنتجته شركة «سمت إنترتاينمنت»، والتي حازت على العديد من الجوائز العالمية. إضافةً إلى مشاركتها في مسلسل قناة شبكة «ساي فاي» التلفزيوني Dark Matter.

## نشأتها
ولدت جوديل فيرلاند في غرب نانيامو إي، بكولومبيا البريطانية، لوالدين كنديين، فوالدها يدعى مارك فيرلاند. وأمها (فاليري فيرلاند) ؛ وأشقائها ماريشا فيرلاند وتعمل كممثلة وجيريمي فيرلاند يعمل كمغني.

## مشوارها الفني

### بداية عملها
في عمر الثانية، بدأت مشوارها الفني في الإعلانات التجارية. وفي عمر الرابعة، أدت فيرلاند أول أدوار البطولة في فيلم روائي طويل عام 2000 في فيلم الحورية أمام إلين بورستين وسامانثا ماثيس، والذي حازت فيه على جائزة إيمي. مما جعلها أصغر مرشحة في تاريخ جوائز إيمي. وظهرت كضيفة شرف في العديد من المسلسلات التلفزيونية مثل، ستارغيت أتلانتس، دارك أنجيل، ستارغيت إس جي 1، سمولفيل وأيضا مسلسل خارق للطبيعة. كما كانت لها أدوار صغيرة في أفلام «قصة ليندا مكارتني» مع إليزابيث ميتشيل، و«التسليم الخاص» مع أندي ديك و"Deadly Little Secrets" مع دينا ماير و«الناجي الوحيد» مع بيلي زين وجلوريا ريوبن وديلان والش.

### 2006-2001
وفي خريف عام 2001، وقامت بتمثيل دور البطولة في فيلم التلفزيوني The Miracle of the Cards بدور «آني»، أدت فيرلاند أول أدوار البطولة في فيلم الدرامي المحاصرين بدور «هيذر» أمام وليام مكنمارا وكاتي ستيوارت. وفي عام 2002 مثلت في فيلمين أحدهما هو هم، بدور «سارا»، أمام لورا ريغان ومارك بلوكاس والكسندر جولد، أما الآخر فهو تمثيلها دور «كاري وايت الشابة» في فيلم الرعب كاري. وفي عام 2003 لعبت دور «باتي الشابة» في فيلم التلفزيوني Mob Princess. في عام 2004 قامت فيرلاند أيضًا في بطولة كوميدية قصيرة في فيلم A Very Cool Christmas.
بعد كل ذلك حصلت جوديل فيرلاند على أولى أدوار البطولة لها عام 2005 حينما مثلت في الفيلم الروائي الطويل Tideland أمام جيف بريدجز، جنيفر تيلي. وفي عام 2006 لعبت فيرلاند دور «شارون دا سيلفا» في سلسلة أفلام الرعب الشهيرة «سايلنت هيل» أمام شون بين والممثلات رادها ميتشيل ولوري هولدين، والذي حاز على العديد من الجوائز العالمية وشعبية هائلة بين أفلام الرعب في عام 2006. في تلك السلسلة، لعبت فيرلاند دور شارون التي تحتضر من جراء مرض فتاك. وفي نفس السنة أدت فيرلاند دور البطولة في فيلم بعنوان قصة آمبر. قامت فيرلاند أيضًا في بطولة كوميدية قصيرة في فيلم Swimming Lessons في سنة 2006. وفي نفس السنة لعبت دور «ماغي دولان الشابة» في فيلم التلفزيوني سر البحيرة المخفي.

### 2010-2007
وفي عام 2007 قامت فيرلاند بدور بطولة «مايكل رولينس» في فيلم الرعب «الرسل» أمام ديلان ماكديرموت وبينيلوب آن ميلر والممثلة العالمية كريستين ستيوارت. وفي نفس السنة، وقامت بتمثيل دور البطولة في الفيلم الكندي المرعب بذرة بدور «سالي». قامت فيرلاند أيضًا في بطولة كوميدية في فيلم الكوميدي الرومنسي حظاً سعيداً تشاك في سنة 2007 أمام داين كوك والممثلة جيسيكا ألبا. وفي نفس السنة، وقامت بتمثيل دور البطولة في فيلم التلفزيوني صور هوليس وودز بدور «هوليس وودز». لعبت فيرلاند دور «سالي» في فيلم الغربي الأمريكي BloodRayne 2: Deliverance. وقد ظهرت كضيفة شرف في حلقة واحدة من المسلسل التلفزيوني «ستارغيت أتلانتس»، حيث لعبت دور «هارموني» أمام جايسون موموا والممثلة توري هيغينسون. وفي عام 2008 مثلت في فيلمين أحدهما هو الفيلم الوثائقي سيلين، وقصة الفيلم تتحدث عن حياة المغنية العالمية سيلين ديون، أما الآخر فهو تمثيلها دور «ساندرا» في فيلم الرومنسي العالم الرائع أمام ماثيو برودريك، سانا لاثان، مايكل كينيث ويليامز والممثل الكوميدي جيسي تايلر فيرغسون.
وفي عام 2009 وقامت بتمثيل دور البطولة في فيلم التلفزيوني Everything's Coming Up Rosie بدور «روزي». لعبت فيرلاند دور «غوين مالوي» في فيلم الفنتازيا Captain Cook's Extraordinary Atlas. أدت فيرلاند أول أدوار البطولة في فيلم روائي طويل عام 2010 في فيلم الرعب النفسي القضية 39 بدور «ليليث سوليفان» أمام رينيه زيلويغر وبرادلي كوبر وايان ماكشين. وفي عام 2010 لعبت فيرلاند دور «بري تانر» في سلسلة أفلام شركة «سمت إنترتاينمنت» الشهيرة «ملحمة الشفق: خسوف» أمام كريستين ستيوارت وروبرت باتينسون وتايلور لوتنر وبيتر فانسيلي وإليزابيث ريزر وآشلي غرين وكيلن لوتز وجاكسون راثبون، والذي حاز على العديد من الجوائز العالمية. في تلك السلسلة، لعبت فيرلاند دور مصاصة الدماء بري تانر، زميلة الشخصية الرئيسية «جين فولتوري» (داكوتا فانينغ). وفي نفس السنة، وقامت بتمثيل دور البطولة في فيلم التلفزيوني Ice Quake بدور «تيا ويبستر». وأيضاً في نفس العام قامت بالأداء الصوتي في لعبة الفيديو بايوشوك 2 و BioShock 2: Minerva's Den.

### 2014-2011
في عام 2011 قامت بتمثيل دور البطولة في فيلم التلفزيوني Girl Fight بدور «هالي ماكلين» أمام آن هاش وجيمس تابر. وفي عام 2012 قامت بالعديد من الأعمال التمثيلية ومنها الفيلم العائلي Mighty Fine أمام شاز بالمينتري. وأيضا أدت فيرلاند أول أدوار البطولة في عام 2012 في فيلم الرعب الرجل الطويل بدور «جيني» أمام الممثلة العالمية جيسيكا بيل. لعبت فيرلاند دور «باتينس باكنر» في فيلم الرعب «كوخ الغابة» أمام الممثل العالمي كريس هيمسوورث، جيسي ويليامز، ريتشارد جينكينز والممثلات سيغورني ويفر، إيمي أكر، والذي حاز على العديد من الجوائز العالمية وشعبية هائلة بين أفلام الرعب في عام 2012. في الفيلم، لعبت فيرلاند دور الفتاة الميتة «باتينس باكنر». وفي أعوام 2011 و 2012، لعبت فيرلاند دور شخصيتين «سارا» و «أليس» في سلسلة مسلسلات أر.أل ستاين الشهيرة "R. L. Stine's The Haunting Hour" أمام العديد من الممثلين العالمين ومنهم أرييل وينتر، نولان غولد، ديبي رايان، زاكاري جوردون.
قامت بالأداء الصوتي في فيلم رسوم متحركة ثلاثي الأبعاد يدعى بارانورمان أمام كودي سميت-ماكفي، كيسي أفليك، كريستوفر مينتز-بلاز وأيضاً الممثلات أنا كندريك، ليزلي مان. وفي نفس العام لعبت فيرلاند دور «الكسيس باكستر» في سلسلة أفلام ABC الشهيرة «وحيد في المنزل: سارقو العطلة» أمام مالكولم ماكدويل وإدي ستيبلز. قامت فيرلاند أيضًا في بطولة درامية قصيرة في فيلم Monster في سنة 2012.
وفي عام 2013 مثلت في العديد من الأفلام ومنها الفيلم الأكشن Midnight Stallion أمام الممثل والمخرج العالمي كريس كريستوفيرسن. أما الآخر فهو تمثيلها دور «مولي» في فيلم قصير وداعاً يافتاة أمام جيسيكا هارمون، ديفيد لويس. وأيضا أدت فيرلاند في عام 2014 في فيلم التشويق Red بدور «روان» أمام الممثلة كلوديا كريستيان.

### 2015 - الآن
وفي عام 2015 ستؤدي فيرلاند العديد من الأعمال البارزة، ومنها ستؤدي دور البطولة في فيلم الخيال العلمي 400 أولاد بدور «فرايداي» أمام لى بينغ بينغ وأيضا لاعب كرة القدم الفرنسي فرانك ليبويوف. وفي الأعمال اللاحقة مثلت في فيلمين أحدهما هو الفيلم الدراما A Warden's Ransom أمام الممثلة ديان نيل. أما الآخر فهو تمثيلها دور «داندي» في فيلم رسوم متحركة القبعة السوداء. وقد ظهرت كضيفة شرف في حلقة واحدة من المسلسل التلفزيوني Motive، حيث لعبت دور «سوفي غلاس» أمام لورين هولي، بريندان بيني.
في عام 2015، قامت بالتمثيل بدور شخصية «رقم خمسة/داس» في المسلسل الخيال العلمي Dark Matter للكاتب جوزيف مالوزي ، التي بنيت على شبكة التلفزيونية «ساي فاي»، أمام ميليسا أونيل، زوي بالمر. في تلك السلسلة، لعبت فيرلاند دور المطلوبة «رقم خمسة/داس»، زميلة الشخصية الرئيسية المطلوبة «رقم أثنين/بورتيا لين» (ميليسا أونيل). وايضا من أعمالها اللاحقة مثلت في فيلمين أحدهما هو الفيلم الإثارة The Unspoken أمام نيل ماكدونو والممثلة جيسي فريزر. أما الآخر فهو تمثيلها دور البطولة في فيلم الفنتازيا The Peppercorn Chronicles أمام الممثل نواه رينجر. قامت فيرلاند أيضًا في بطولة الدرامي قصيرة في فيلم Disaster! في سنة 2015.

## اهتماماتها الخاصة
عندما لاتكون مشغولة، تأخذ دروساً في الجمباز، وعندما كانت صغيرة بدأت تأخذ دروساً في الكمان وفي الوقت الحاضر تعلمت على القيثارة. وهي تفضّل الخروج مع أهلها في أوقات فراغها وأيضا قراءة المجلات، والسباحة، وركوب الدراجة والرسم. وأفضل أصدقائها الممثل كاميرون برايت، وهي من عائلة فنية شقيقها يعمل كمغني وشقيقتها تعمل كممثلة.

## السيرة الفنية

جوديل فيرلاند في غلاف فيلم "سايلنت هيل".

| السنة | الفيلم                       | بالإنجليزية                   | ملاحظات             |
| ----- | ---------------------------- | ----------------------------- | ------------------- |
| 2000  | الحورية                      | Mermaid                       | ديزيريه ليان        |
| 2000  | قصة ليندا مكارتني            | The Linda McCartney Story     | هيذر                |
| 2000  | التسليم الخاص                | Special Delivery              | سامانثا بيك         |
| 2001  | ديادلي ليتل سيكريت           | Deadly Little Secrets         | ماديسون             |
| 2001  | ذا ميراسل أوف ذا كاردز       | The Miracle of the Cards      | آني                 |
| 2001  | المحاصرين                    | Trapped                       | هيذر                |
| 2002  | هم                           | They                          | سارا                |
| 2002  | كاري                         | Carrie                        | كاري وايت الشابة    |
| 2003  | موب برينسيس                  | Mob Princess                  | باتي الشابة         |
| 2004  | مملكة المستشفى               | Kingdom Hospital              | ماري جنسن           |
| 2004  | 10.5                         | 10.5                          | الفتاة الصغيرة      |
| 2004  | توو كوول فور كريسميس         | Too Cool for Christmas        | أليكسا              |
| 2005  | تايدلاند                     | Tideland                      | روز                 |
| 2006  | سايلنت هيل                   | Silent Hill                   | شارون دا سيلفا      |
| 2006  | قصة آمبر                     | Amber's Story                 | نيكول تايلور تيمونس |
| 2006  | سويمينغ ليسونس               | Swimming Lessons              | زو                  |
| 2006  | سر البحيرة المخفي            | The Secret of Hidden Lake     | ماغي دولان الشابة   |
| 2007  | الرسل                        | The Messengers                | مايكل رولينس        |
| 2007  | بذرة                         | Seed                          | إميلي بايشوب        |
| 2007  | حظاً سعيداً تشاك               | Good Luck Chuck               | ليلى كاربينتر       |
| 2007  | صور هوليس وودز               | Pictures of Hollis Woods      | هوليس وودز          |
| 2007  | بلود راين 2: ديليفيرانسي     | BloodRayne II: Deliverance    | سالي                |
| 2008  | سيلين                        | Céline                        | سيلين الشابة        |
| 2008  | العالم الرائع                | Wonderful World               | ساندرا              |
| 2009  | كل شئ قادم ياروزي            | Everything's Coming Up Rosie  | روزي                |
| 2009  | القضية 39                    | Case 39                       | ليليث سوليفان       |
| 2010  | ملحمة الشفق: خسوف            | The Twilight Saga: Eclipse    | بري تانر            |
| 2010  | آيس كواك                     | Ice Quake                     | تيا ويبستر          |
| 2011  | غيرل فايت                    | Girl Fight                    | هالي ماكلين         |
| 2012  | مايتي فاين                   | Mighty Fine                   | ناتالي فاين         |
| 2012  | الرجل الطويل                 | The Tall Man                  | جيني                |
| 2012  | كوخ الغابة                   | The Cabin in the Woods        | باتينس باكنر        |
| 2012  | بارانورمان                   | ParaNorman                    | صوت شخصية: أغي      |
| 2012  | وحيد في المنزل: سارقو العطلة | Home Alone: The Holiday Heist | الكسيس باكستر       |
| 2013  | ميدنايت ستاليون              | Midnight Stallion             | ميغان شيبرد         |
| 2014  | وداعاً يافتاة                 | The Goodbye Girl              | مولي                |
| 2014  | ريد                          | Red                           | روان                |
| 2015  | أواردين رانسوم               | A Warden's Ransom             | كيت                 |
| 2015  | القبعة السوداء               | Black Hat                     | داندي               |
| 2015  | 400 أولاد                    | 400 Boys                      | فرايداي             |
| 2015  | ذا أونسبوكين                 | The Unspoken                  | أنجيلا              |
| 2015  | ذا بيبيركورن كرونيسليس       | The Peppercorn Chronicles     | داندي               |
| 2015  | ديساستير                     | Disaster!                     | جولي                |

| السنة | المسلسل                      | بالإنجليزية                     | ملاحظات                |
| ----- | ---------------------------- | ------------------------------- | ---------------------- |
| 1999  | كولد سيكواد                  | Cold Squad                      | هيلي هاتشر             |
| 2000  | الأراضي العالية              | Higher Ground                   | جولييت الشابة          |
| 2000  | الناجي الوحيد                | Sole Survivor                   | نينا كاربينتر          |
| 2001  | بحيرةالذئاب                  | Wolf Lake                       | ليلي كيلي              |
| 2001  | دارك أنجيل                   | Dark Angel                      | انابيل انسيلمو         |
| 2001  | ذا لون غونمين                | The Lone Gunmen                 | ماري الفتاة الصغيرة    |
| 2001  | سو وايرد                     | So Weird                        | ماريا                  |
| 2002  | سبيشال يونيت 2               | Special Unit 2                  | نفسها                  |
| 2002  | جون دو                       | John Doe                        | جيني نيكولز            |
| 2003  | سمولفيل                      | Smallville                      | إميلي إيف دينسمور      |
| 2003  | ديد لايك مي                  | Dead Like Me                    | كريستي                 |
| 2004  | ذا كوليكتور                  | The Collector                   | فتاة الشيطان / الصغيرة |
| 2005  | خارق للطبيعة                 | Supernatural                    | الفتاة في صورة الأسرة  |
| 2006  | خارق للطبيعة                 | Supernatural                    | ميلاني                 |
| 2006  | ستارغيت إس جي 1              | Stargate SG-1                   | أدريا (العمر 7)        |
| 2006  | ماستيرز أوف هورور            | Masters of Horror               | ليسا                   |
| 2007  | ستارغيت أتلانتس              | Stargate Atlantis               | هارموني                |
| 2011  | أر.أل ستاين ذا هاونتينغ هاور | R. L. Stine's The Haunting Hour | أليس                   |
| 2012  | أر.أل ستاين ذا هاونتينغ هاور | R. L. Stine's The Haunting Hour | سارا                   |
| 2013  | خارق للطبيعة                 | Supernatural                    | ميلاني                 |
| 2015  | موتيفي                       | Motive                          | سارا                   |
| 2015  | دارك ماتير                   | Dark Matter                     | رقم خمسة/داس           |
| 2015  | خارق للطبيعة                 | Supernatural                    | ميلاني                 |

| السنة | اللعبة                    | بالإنجليزية               | ملاحظات      |
| ----- | ------------------------- | ------------------------- | ------------ |
| 2010  | بايوشوك 2                 | BioShock 2                | الأخت الصغرى |
| 2010  | بايوشوك 2: مينيرفا'أس دين | BioShock 2: Minerva's Den | الأخت الصغرى |

## الجوائز والترشيحات
| السنة | الجائزة               | النتيجة |
| ----- | --------------------- | ------- |
| 2001  | "جائزة الفنان الصغير" | فوز     |
| 2001  | "جائزة إيمي"          | رُشِّح     |
| 2004  | "جائزة الفنان الصغير" | رُشِّح     |
| 2004  | "جائزة ليو"           | رُشِّح     |
| 2005  | "جائزة الفنان الصغير" | رُشِّح     |
| 2007  | "جوائز جيني"          | رُشِّح     |
| 2007  | "جائزة زحل"           | رُشِّح     |
| 2008  | "جائزة الفنان الصغير" | رُشِّح     |
| 2008  | "جوائز CAMIE"         | فوز     |
| 2009  | "جائزة الفنان الصغير" | رُشِّح     |
| 2010  | "جائزة ليو"           | رُشِّح     |
| 2011  | "جوائز مجلة فانجوريا" | رُشِّح     |
| 2012  | "جوائز Fright Meter"  | رُشِّح     |